# چوی مین یونگ
چوی مین یونگ (کره‌ای: 최민영؛ زادهٔ ۹ اکتبر ۲۰۰۲) بازیگر اهل کره جنوبی است. او بازیگری را در سال ۲۰۱۴ آغاز کرد. او به خاطر ایفای نقش بک یی هیون در مجموعه تلویزیونی بیست و پنج بیست و یک (۲۰۲۲) شناخته می‌شود. چوی در سال ۲۰۲۳، در مجموعه نتفلیکس اکس‌او کیتی ایفای نقش کرد.

## فیلم‌شناسی

### فیلم
| سال  | عنوان                 | نقش          | توضیحات | منابع |
| ---- | --------------------- | ------------ | ------- | ----- |
| ۲۰۱۴ | می‌خوام باهات حرف بزنم | کانگ جون سوک |         | [ ۲ ] |
| ن/م  | Dream Palace          | دونگ ووک     |         | [ ۳ ] |

### مجموعه تلویزیونی
| سال  | عنوان                    | نقش                         | توضیحات   | منابع        |
| ---- | ------------------------ | --------------------------- | --------- | ------------ |
| ۲۰۱۴ | کلاسیک هزار شخصیت جادویی | پسر بچه                     |           | [ ۴ ]        |
| ۲۰۱۶ | وعده                     | جوانی کانگ ته جون           |           | [ ۵ ]        |
| ۲۰۱۶ | چوکو بانک                | دال سو                      |           | [ ۴ ]        |
| ۲۰۱۶ | حافظه                    | کیم میونگ سو                |           | [ ۶ ]        |
| ۲۰۱۶ | هنرمندان                 | لی گیونگ سو                 |           | [ ۶ ]        |
| ۲۰۱۶ | عاشق خوش‌شانس             | مین جه                      |           | [ ۶ ]        |
| ۲۰۱۶ | دابلیو                   | برادر کوچکتر کانگ چول       | حضور ویژه | [ ۶ ]        |
| ۲۰۱۷ | زن قوی دو بونگ‌سون        | جوانی این گوک دو            |           | [ ۷ ] [ ۶ ]  |
| ۲۰۱۷ | ماشین تحریر شیکاگو       | جوانی هان سه جو             |           | [ ۷ ] [ ۶ ]  |
| ۲۰۱۷ | ملکه هفت روزه            | جوانی سو نو                 |           | [ ۷ ] [ ۶ ]  |
| ۲۰۱۷ | دو پلیس                  | جوانی تاک جه هی             |           | [ ۷ ] [ ۶ ]  |
| ۲۰۱۸ | رادیو عاشقانه            | وو جی وو                    |           | [ ۷ ] [ ۶ ]  |
| ۲۰۱۸ | آقای آفتاب               | جوانی گو دونگ مه            |           | [ ۷ ] [ ۶ ]  |
| ۲۰۱۸ | عالیجناب                 | جوانی هان سو هو/هان گانگ هو |           | [ ۷ ] [ ۶ ]  |
| ۲۰۱۹ | اعتراف                   | یو جون هوان                 |           | [ ۷ ] [ ۶ ]  |
| ۲۰۲۰ | کلاس ایته‌‌وون             | جوانی جانگ ده هی            |           | [ ۷ ] [ ۶ ]  |
| ۲۰۲۱ | تو بهار منی              | جوانی چه جون                |           | [ ۶ ]        |
| ۲۰۲۲ | بیست و پنج بیست و یک     | بک یی هیون                  |           | [ ۸ ]        |
| ۲۰۲۳ | اکس‌او کیتی               | کیم ده هون                  | نتفلیکس   | [ ۹ ] [ ۱۰ ] |